# منطقة سجون وادي النطرون
منطقة سجون وادي النطرون، هي التسمية الرسمية لعدد من السجون المصرية، وتقع على أطراف منخفض وادي النطرون ومداخل مدينة السادات من الجهة الجنوبية الغربية على طريق مصر الإسكندرية الصحراوي.
- يقع أحدهما عند المدخل الصناعي لمدينة السادات على الكيلومتر 92 بالطريق الصحراوي، وقد تم الانتهاء من بنائه في سبتمبر عام 1994، ونقل إليه النزلاء من سجن استقبال طره وأبي زعبل الصناعي. وبه ثلاثة عنابر بها ما مجموعه 54 زنزانة.
- يقع الثاني في الكيلومتر 97 من الطريق الصحراوي على الطرلف الشمالي الغربي لمدينة السادات. ويتكون من سبعة عنابر.